# Chiastosella watersi
Chiastosella watersi is een mosdiertjessoort uit de familie van de Escharinidae. De wetenschappelijke naam van de soort is voor het eerst geldig gepubliceerd in 1937 door Stach.